# 西原村立西原中学校
西原村立西原中学校（にしはらそんりつ にしはらちゅうがっこう）は、熊本県阿蘇郡西原村小森にある公立中学校。

## 沿革
- 1947年（昭和22年） - 学制改革により上益城郡河原村立河原中学校、阿蘇郡山西村立山西中学校創立。
- 1960年（昭和35年） - 山西村と河原村の町村合併に伴い西原村立河原中学校、西原村立山西中学校と改称。
- 1961年（昭和36年） - 河原中学校と山西中学校が統合し西原村立西原中学校創立。
- 1980年（昭和55年） - 現校舎･給食棟落成[1]。

## 通学区域
- 西原村内の全区域[2]

## 著名な出身者
- 園田隼（元陸上競技選手）
- 渡邉陸（プロ野球選手）